# Колібрі-німфа турмаліновий
Колі́брі-ні́мфа турмаліновий (Heliangelus exortis) — вид серпокрильцеподібних птахів родини колібрієвих (Trochilidae). Мешкає в Колумбії і Еквадорі.

## Опис

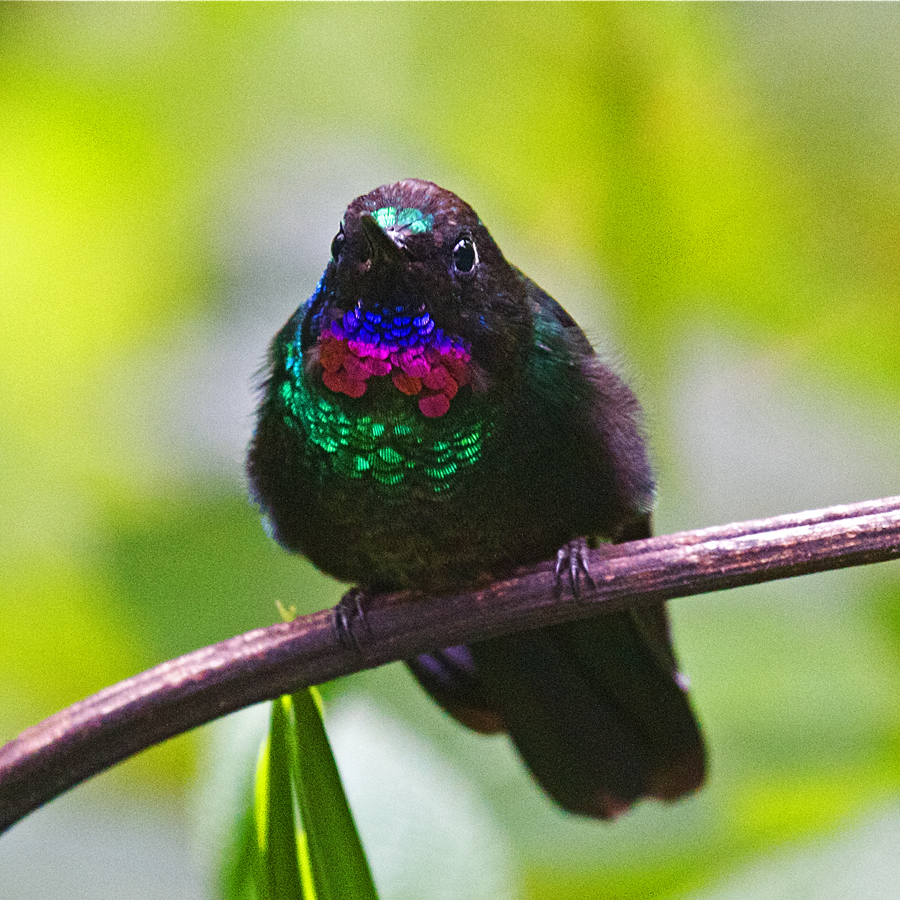
Самець турмалінового колібрі-німфи

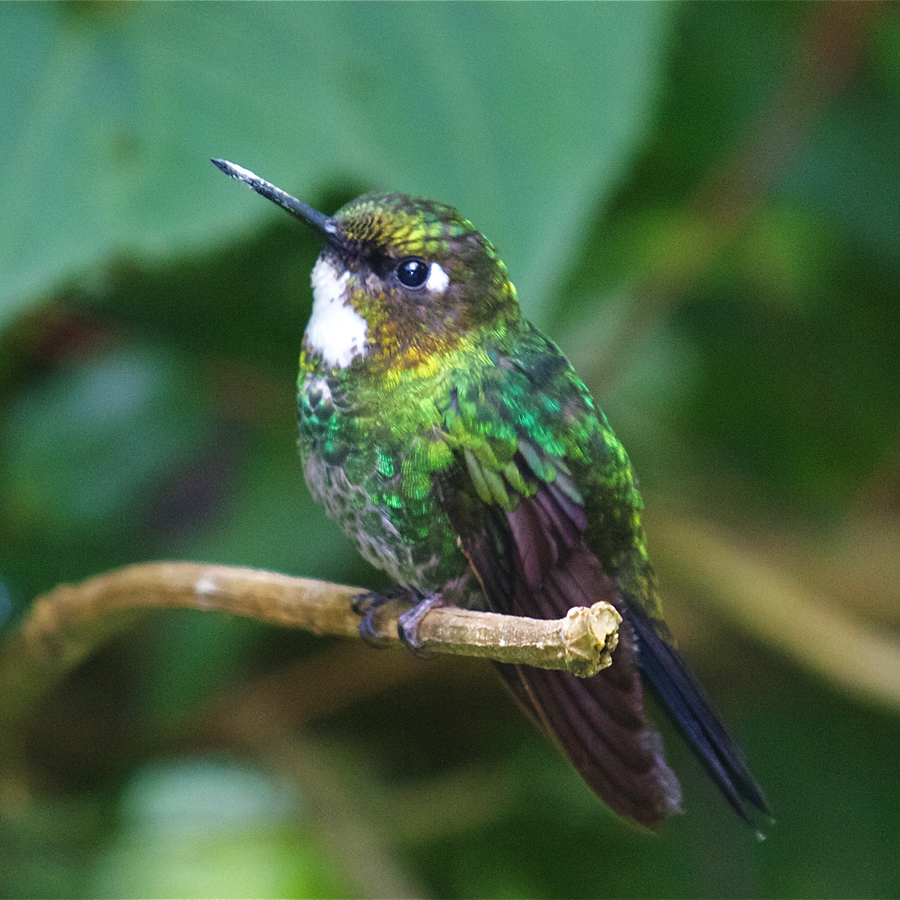
Самиця турмалінового колібрі-німфи

Довжина птаха становить 8,5-10,2 см, самці важать 3,5-8,2 г, самиці 4-5,2 г. У самців верхня частина тіла темно-зелена, блискуча, над очима блискуча зелена пляма, за очима невеликі білі плями. Центральні стернові пера темно-бронзові, решта стернових пер чорнуваті. Нижня частина тіла темно-сірі, поцяткована круглими зеленими плямками. Підборіддя темно-фіолетово-синє, на горлі є рожево-фіолетова райдужна пляма, окаймлена знизу смарагдово-зеленою смугою. Дзьоб прямий, чорний, довжиною 15 мм.
У самиць зелена пляма на обличчі відсутня, підборіддя чорнувате, горло білувате, поцятковане зеленими, іноді також рожевими плямками. Забарвлення молодих птахів є подібне до забарвлення самиць, однак у молодих самців підборіддя білувате.

## Поширення і екологія
Турмалінові колібрі-німфи мешкають в Колумбійських Андах і на східних схилах Еквадорських Анд (на південь до Морона-Сантьяго). Вони живуть у вологих гірських тропічних лісах, в хмарних і карликових лісах, на узліссях і порослих чагарниками галявинах та у високогірних чагарникових заростях. Зустрічаються на висоті від 2300 до 3400 м над рівнем моря, місцями на висоті 1500 м над рівнем моря.
Турмалінові колібрі-німфи живляться нектаром невисоких квітучих рослин, зокрема з родів Salvia, Centropogon і Fuchsia, а також комахами, яких ловлять в польоті. Під час живлення нектаром птахи чіпляються лапами за суцвіття. Захищають кормові території. Сезон розмноження триває з березня по серпень. В кладці 2 яйця.